# Minuto
Minuto pode se referir a uma unidade de medida do Sistema Internacional de Unidades para intervalos de tempo, (símbolo: min) igual a 60  segundos (símbolo: s). Um minuto também pode referir-se a uma unidade de medida de ângulos planos, correspondendo a 1/60 do grau (símbolo: °). 

## Ângulos planos
Em geometria, obtemos um minuto, quando dividimos um grau (símbolo: °) por 60.
O símbolo do minuto, como medida angular (submúltiplo do grau), é  '  (plica), o mesmo símbolo usado para pés.

## Tempo
O minuto, como unidade de tempo, é igual a 1/60 de uma hora ou 60 segundos. O símbolo do minuto, como unidade de medida de tempo, é min. Na escala de Tempo Universal Coordenado  (UTC), ocasionalmente, um minuto pode ter 59 ou 61 segundos devido à inserção de segundos bissextos (ou intercalados), que são ajustes feitos para manter a sincronia do tempo civil com as variações na rotação da Terra. 